# Excelsior (ciruela)
Excelsior es una variedad cultivar de ciruelo (Prunus salicina), de las denominadas ciruelas japonesas.
Una variedad fue originada por G. L. Tabor, "Glen Saint Mary", (Florida), en 1887, a partir de la semilla de 'Kelsey'. Las frutas son de tamaño mediano con forma de redondeada ligeramente cordiforme, cónicas, mitades desiguales, sutura variable en profundidad, color de piel rojo oscuro, tienen una pulpa de color amarillo, con tinte rojo hacia el centro, bueno.

## Historia
'Excelsior' variedad de ciruela, que fue originada por G. L. Tabor, "Glen Saint Mary", (Florida), en 1887, a partir de la semilla de 'Kelsey' que se suponía que fue polinizada por 'Wild Goose', aunque algunas autoridades creen que de la variedad 'de Caradeuc' fue el polen del "Parental Padre". La « American Pomological Society » ("Sociedad Americana de Pomología") la mencionó en tres ocasiones en su catálogo.
La ciruela 'Excelsior' ha sido descrita por: 1. Glen St. Mary Cat. 1891-2. 2. Am. Pom. Soc. Cat. 26. 1897. 3. Vt. Sta. Bul. 67:11. 1898. 4. Ga. Sta. Bul. 68:9, 36. 1905.

## Características
'Excelsior' árbol vigoroso, erguido, vasiforme, tierno, productivo, de porte temprano y regular; ramas delgadas; hojas de tamaño mediano, estrecho; margen finamente crenulado, glandular; pecíolo corto, de uno a tres glándulas pequeñas. Flores blancas pequeñas, dispersas. Es semi auto estéril necesita un polinizador adecuado.
'Excelsior' tiene una talla de fruto mediano, redondeado a cordiformes, cónicas, mitades más o menos iguales; fruta temprana; rojo oscuro con floración pesada; piel resistente; carne firme, ; calidad buena; Piedra de . sutura variable en profundidad; ápice puntiagudo; epidermis tiene una piel lisa de color rojo oscuro bastante atractivo, tiene una pulpa de color amarillo, con tinte rojo hacia el centro, bueno.
Hueso adherida, tamaño mediano, comprimido.
Su tiempo de recogida de cosecha se inicia en su maduración fruto muy tardío, durante toda la temporada se mantiene y se transporta bien.

## Usos
Una buena ciruela de postre fresco en mesa.

## Polinización
No muy autofértil; polinizado con éxito por 'Beauty', 'Burgundy', 'Late Santa Rosa', 'Nubiana'.